# 1 км (зупинний пункт)
1 кіломе́тр — пасажирська зупинна залізнична платформа Лиманської дирекції Донецької залізниці.
Розташована в м. Попасна, Сіверськодонецький район, Донецької області на лінії Микитівка — Попасна між станціями Роти (22 км) та Попасна (1 км). На платформі часом сідає пасажирів більше ніж на центральній станції Попасна.
Через військову агресію Росії на сході України транспортне сполучення припинене.